# Пабло де Вальядолид (Веласкес)
«Пабло де Вальядолид», «Портрет шута Пабло из Вальядолида» — картина из знаменитого цикла портретов шутов испанского живописца Диего Веласкеса.

## Описание
На портрете изображен шут во весь рост, в театральной позе декламатора или актёра, намекающей на его роль «развлекателя» при королевском дворе. Он одет в черное и изображен на нейтральном фоне цвета охры, ощущение глубины которого создается лишь тенью от фигуры. Фон раньше был «светящимся серым», по словам Лопеса-Рея, но в последние годы превратился в «охру» из-за лаков и небрежной консервации. В контурировании фигуры невооруженным глазом видны исправления, внесенные художником, особенно в левой ноге, которая изначально была длиннее.

### Состояние
Первоначальное состояние картины было другим; в настоящее время поздние записи можно найти по всей поверхности. Например, брови были написаны «пучками» (как у «Шута Барбароссы»), воротник также был другим.

## История
Служба шута Пабло де Вальядолида (1587—1648), также носившего уменьшительное имя «Паблильос» (Pablillos) при королевском дворе задокументирована с 1632 года до его смерти, случившейся 2 декабря 1648 года. Предположительно, он же позировал для картины Веласкеса «Демокрит».
В инвентории дворца Буэн-Ретиро за 1701 год эта картина упоминается как «другой портрет шута, с жестким белым воротником, чьем именем было Паблильос де Вальядолид, кисти Веласкеса, в черной раме, стоимостью в 25 дублонов». Размер обозначен примерно в 209 х 112 см.
В инвентории 1716 года она описана теми же словами под номером 609. В 1772 и 1794 годах картина перечислена в инвентории Нового королевского дворца, тоже как № 609, в паре с «Портретом шута Дона Хуана Австрийского», но без упоминания имени модели. Размер указан реальный — 209х125 см.
18 августа 1816 года оно было послано в Академию как портрет алькальда кисти Веласкеса; указано, что этот алькальд идентифицирован как Рокильо — в каталогах Академии 1817 и 1821 года. Однако уже в каталоге 1824 года оно указано как «портрет шута».
Дж. Браун и Дж. Г. Эллиот выдвинули теорию, что этот портрет входит в «замечательную группу из шести придворных шутов», куда также были включены «Дон Хуан Австрийский», «Барбаросса» (представленные как антагонисты), а также «Дон Хуан де Калабасас», а также «Карденас, шут-матадор» и «Очоа, придворный сторож» — 2 картины, утерянные с начала XIX века. Они строят эту гипотезу на квитанции, подписанной Веласкесом 11 декабря 1634 года, об неопределенном количестве картин, чей сюжет не назван, которые предназначались для спален дворца Буэн Ретиро, а также на пометке, сделанной около 1661 года, относительно «шутовской комнаты» в апартаментах королевы в Буэн Ретиро. Согласно этим авторам, название комнаты «могло возникнуть только из-за факта, что шуты располагались в апартаментах королевы», и «как результат, это могло привести» по их мнению «к ударной серии» из 6 придворных шутов, «украшавших» эту комнату. Самое раннее упоминание этих портретов относится к 1701 году — инвенторию Буэн Ретиро, где они перечислены друг за другом. Оно повторяется в инвентории 1716 года. Ни один из этих списков не указывает ни комнату, ни местоположение картин. Тем не менее Хосе Лопес-Рей пишет, что Антонио Паломино (которого Браун и Эллиот не цитируют), пишет в 1724 году, что несколько портретов шутов, приписываемых Веласкесу, находятся на лестнице, ведущей к «Королевскому саду» дворца Буэн Ретиро.
По мнению Лопес-Рея, тот факт, что в 1701 году шесть полотен Веласкеса на общий сюжет были сгруппированы у лестницы Буэн Ретиро, не может подкрепить утверждение, что все они были написаны как единое целое для одного места — для «комнаты шутов», о существовании которой нет свидетельств. Браун и Эллиот утверждают, что «ничего в биографиях шутов, исследованных Морено Вильей, не противоречит» их выводам, согласно которым Веласкес написал картины в 1634 году, когда «все эти шуты служили». Морено Вилья выяснил, что один из них, Карденас, точно умер до 3 июня 1633. Более того, инвентории 1701 и 1716 годов пишут, что портрет именно этого шута написан «в первой манере», а о манере других портретов ничего не говорится. Он действительно весьма отличается от других размером и форматом, имея 125 см в ширину. Также их предположение, что Веласкес написал «Дона Хуана Австрийского» и «Барбароссу» в качестве парных в 1634 год, у противоречит тому факту, что художник никогда не закончил вторую картину. Утверждение, что «стилистически» эти 4 портрета относятся к 1634 году — по мнению Лопес-Рея, неопределенны, так как у них даже нет своего определения стиля этого периода.

## Провенанс
- Мадрид, королевский дворец Буэн Ретиро (инв. 1701 и 1716 гг.)
- Мадрид, Новый королевский дворец (инв. 1772 и 1794 гг.)
- Мадрид, Королевская академия Изящных искусств Сан Фернандо (1816—1827)
- Мадрид, музей Прадо (с 1827), инв. № 1198